# 고르곤촐라역
고르곤촐라역(이탈리아어: Gorgonzola)은 고르곤촐라 코무네에 위치한 밀라노 지하철의 2호선의 역이다.

## 역사
부세로 역은 밀라노-고르곤촐라 트램고속선의 정거장으로 1968년 5월 5일에 문을 열었다. 처음에 이 트램고속선은 바프리오와 카사노까지 이어졌다. 1972년 12월 4일부터는 밀라노-고르곤촐라 간의 운행을 지하철 2호선 열차가 맡게 되었고, 트램 운행은 고르곤촐라-바프리오 구간 내에서 계속 이어나갔다. 이 때문에 고르곤촐라 역은 지하철과 트램 간의 환승역이 되었다. 하지만 정차를 할 공간이 충분치 않았기 때문에 지하철 2호선의 종착역 기능을 맡기엔 역부족이라는 문제가 드러났다. 그래서 1973년부터는 2호선을 제사테까지 연장하는 공사가 시작됐다. 연장 공사는 몇 차례 중단되기도 하면서 천천히 진행되다가, 완공하기도 한참 전인 1978년 2월 1일 고르곤촐라-바프리오 트램 노선이 폐지되고 버스 운행으로 대체됐다. 고르곤촐라-제사테 연장 구간은 1985년 4월 13일에 마침내 문을 열었다.

## 역 구조
고르곤촐라 역은 캐노피가 달린 양면 승강장 두 개와 선로 네 개의 구조로 지어졌다. 여객 건물은 승강장 남쪽에 지어져 있으며, 육교가 각 승강장들을 잇는다. 고르곤촐라 역에 선로가 네 개씩 깔린 것은 지역과 시외 운행을 하던 트램 노선들의 정차역 시절 설계도로 인한 것으로, 보행자 통로 설치가 불가피했다. 고르곤촐라 역이 1972년부터 1978년까지 지하철과 트램 간의 환승역으로 운영되던 때에만 이 네 선로가 자주 이용됐지만 그 이후로는 옆쪽 두 선로가 무용지물이 되어 철거되었다.

## 시설
이 역에는 다음과 같은 시설이 있다.
- 승차권 판매기
- 역 감시카메라
- 화장실
- 안내방송
- 승강장 간의 육교

## 환승
- 버스 정류장
- 주차장
- 자전거 보관소
- 자전거 대여소

## 참고 서적
- Giovanni Cornolò, Fuori porta in tram. Le tranvie extraurbane milanesi, Parma, Ermanno Arbertelli, 1980.
- Elio Ceron, Sergio Farné, La progettazione e la costruzione delle Linee Celeri dell'Adda, in "Ingegneria Ferroviaria", novembre 1995, pp. 1001–1022.